# Aaron Bell (homme politique)
Pour les articles homonymes, voir Aaron Bell et Bell.
Aaron Stuart Bell (né le 25 février 1980) est un homme politique du Parti conservateur britannique qui est député de Newcastle-under-Lyme de 2019 à 2024.

## Biographie
Bell fait ses études au St Olave's Grammar School dans le Kent et au Collège de St John, à Oxford, où il étudie PPE.
Avant sa carrière politique, Bell participe à des quiz : il fait partie de l'équipe du St John's College d'Oxford qui est finaliste de la saison 2000-01 de University Challenge ; il remporte le "Krypton Factor" en 2009; il fait partie de l'équipe Epicureans qui remporte Only Connect en 2010; il remporte également 25 000 £ sur "Deal or No Deal".
Bell travaille comme directeur du développement commercial pour Ladbrokes et la société de paris en ligne Bet365, et cofonde DivideBuy, une société de technologie financière qui emploie 40 personnes à Newcastle,.

## Carrière politique
Bell rejoint au Parti conservateur en 2012 et participe à la sollicitation pour l'élection de 2015. Il est parachuté pour se présenter à Don Valley, dans le Yorkshire, pendant la campagne électorale de 2017, mais n'est pas élu. Il est sélectionné comme candidat pour la circonscription de Newcastle under Lyme le 24 septembre 2019.
Il est élu au Parlement aux élections générales de 2019, obtenant 52,5% des voix, soit une augmentation de la part des conservateurs de 4,4%, avec une marge de 7446 voix sur le candidat du Parti travailliste, Carl Greatbatch.
Il est, depuis le 21 janvier 2020, membre non rémunéré du conseil d'administration de Town Deal Newcastle-under-Lyme,.

## Vie privée
Bell vit à Leigh avec sa femme Emily et trois enfants,. Il est gouverneur de l'école de ses enfants, All Saints CE First School.